# Zoran Rant
Zoran Rant (14 de setembro de 1904 — 12 de fevereiro de 1972) foi um engenheiro químico esloveno. Foi membro da Academia de Ciências e Artes da Eslovênia.